# Am Flugplatz (Niederstetten)
Am Flugplatz ist ein Wohnplatz beim namengebenden Heeresflugplatz Niederstetten auf der Gemarkung der Kernstadt Niederstetten im Main-Tauber-Kreis im fränkisch geprägten Nordosten Baden-Württembergs.

## Geographie
Der Wohnplatz sowie der Heeresflugplatz befinden sich etwa zwei Kilometer ostsüdöstlich von Niederstetten. Der nächstgelegene Ort ist Wildentierbach nach etwa 1,5 Kilometern im Osten.

## Kulturdenkmale
Kulturdenkmale in der Nähe des Wohnplatzes sind in der Liste der Kulturdenkmale in Niederstetten verzeichnet.

## Wirtschaft und Infrastruktur

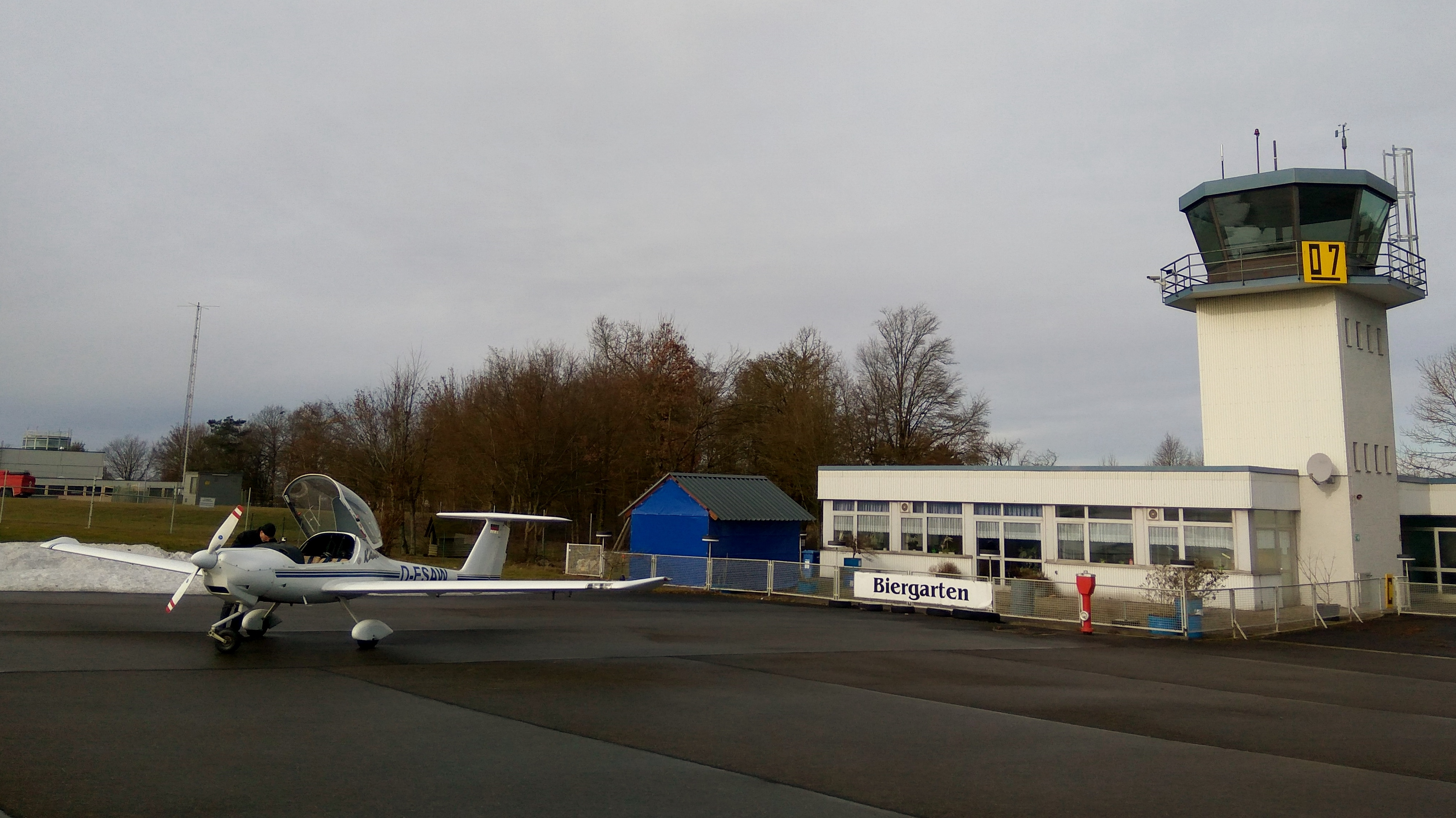
Ziviler Tower des Heeresflugplatzes Niederstetten

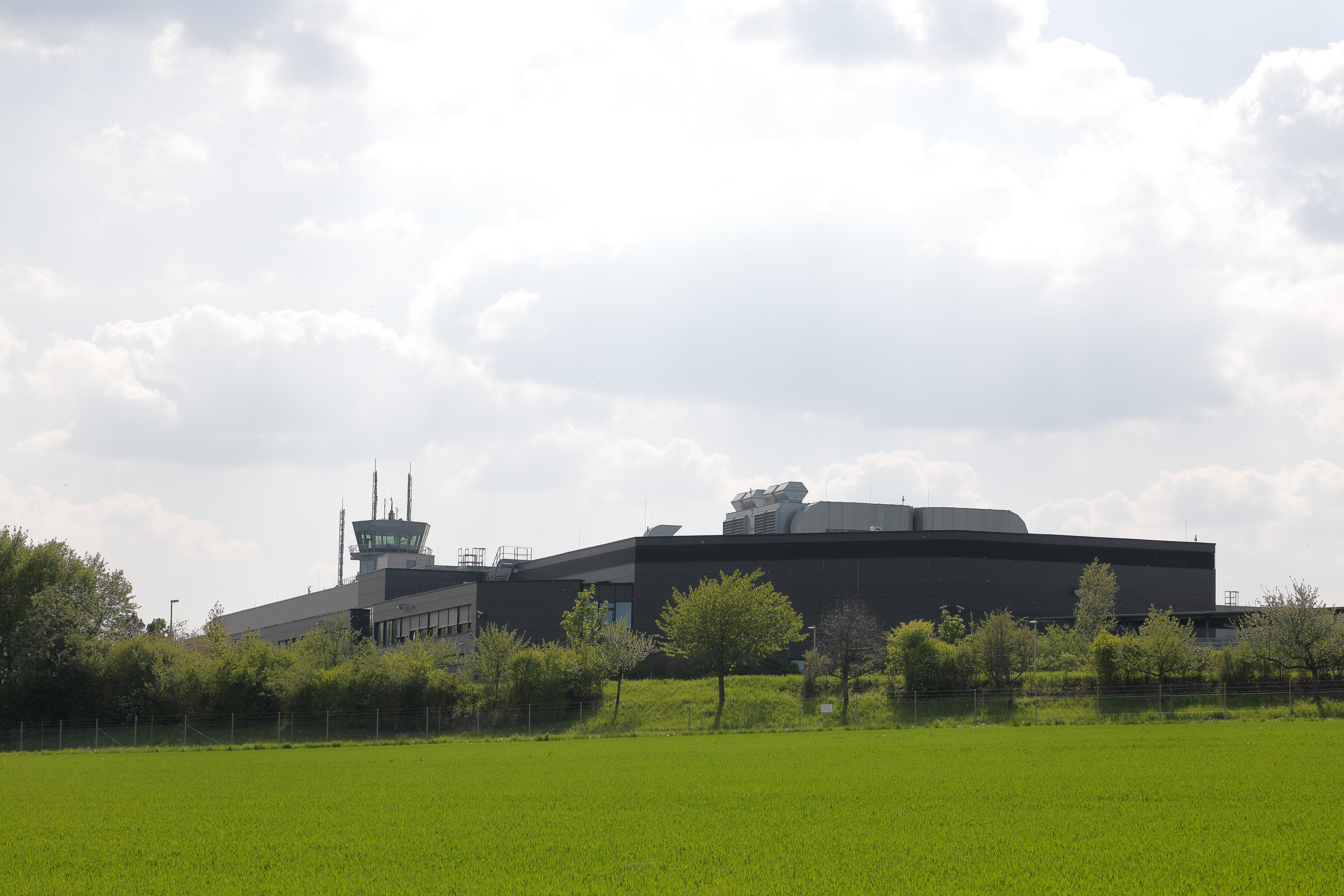
Gebäude beim Heeresflugplatz Niederstetten

### Heeresflugplatz Niederstetten
Am Wohnplatz befindet sich der Heeresflugplatz Niederstetten. Neben der Nutzung als Heeresflugplatz ist er als Verkehrslandeplatz klassifiziert. Das ansässige Transporthubschrauberregiment 30 ist in der Hermann-Köhl-Kaserne untergebracht.

### Verkehr
Der Wohnplatz ist über die L 1020 zu erreichen.